# Baie de Perdido

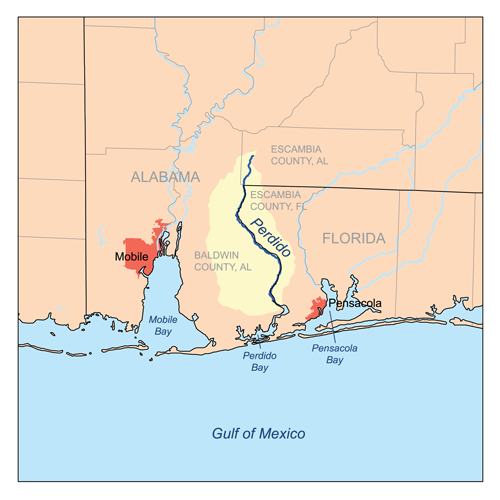
Carte montrant la baie de Perdido et le fleuve éponyme.

La baie de Perdido, en anglais Perdido Bay, est située à l'embouchure du fleuve Perdido aux États-Unis. Elle est partagée entre le comté de Baldwin en Alabama et celui d'Escambia en Floride. Il s’agit essentiellement d’un lagon côtier entouré d’îles barrières, avec une passe donnant sur le Golfe du Mexique.

## Source
- (en) Cet article est partiellement ou en totalité issu de l’article de Wikipédia en anglais intitulé « Perdido Bay » (voir la liste des auteurs).